# Hudson Square

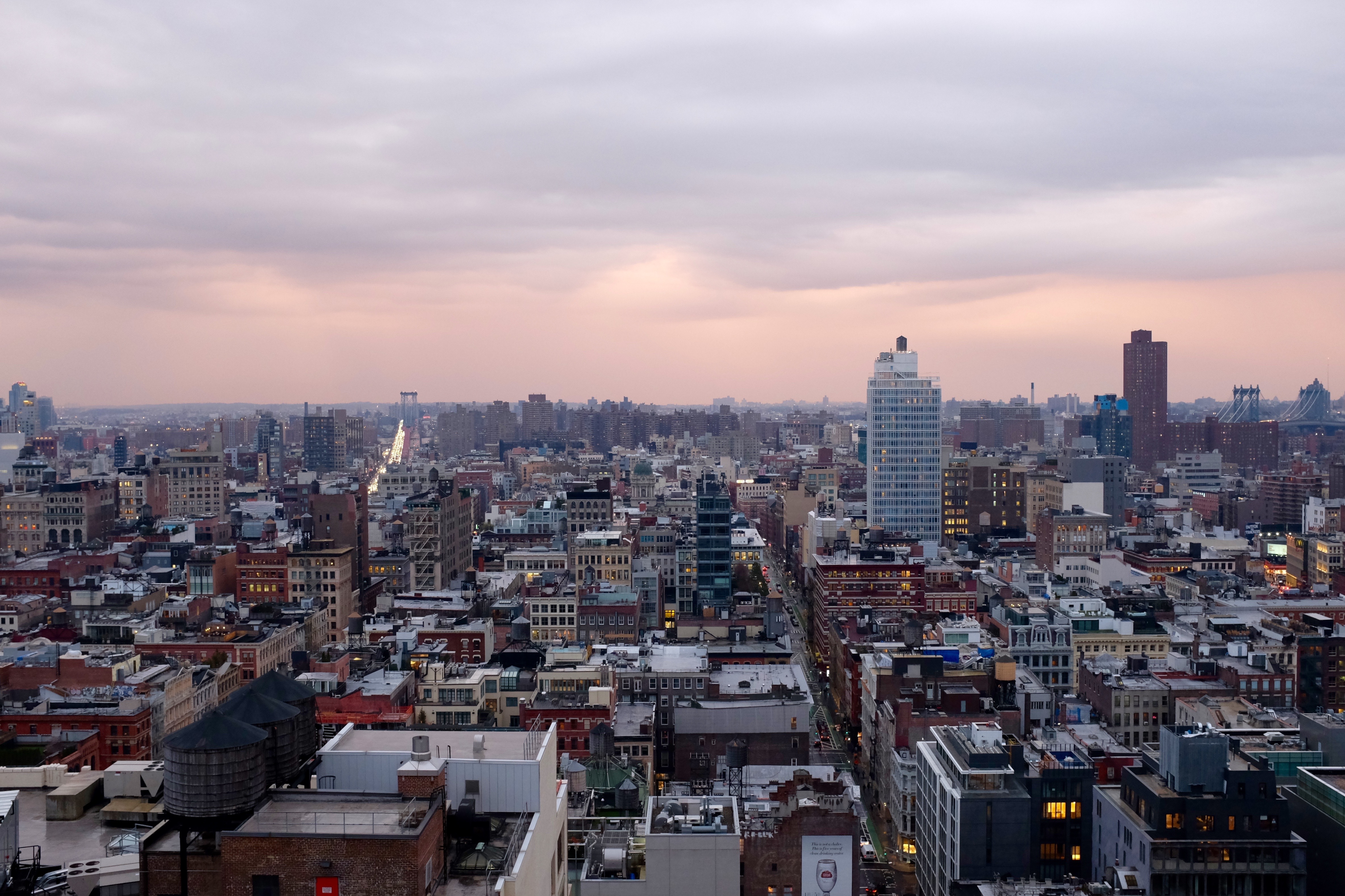
Blick von Hudson Square Richtung SoHo

Hudson Square ist ein Stadtviertel in Lower Manhattan in New York City, USA.
Das Viertel ist geprägt von Gewerbebetrieben, war bekannt durch seine Druckereien und ist heute ein Zentrum von Medienunternehmen. Laut US-Census lebten 2020 in den 38 Blocks des Viertels 2911 Menschen (siehe Anmerkung). Hudson Square ist Teil des Manhattan Community District 2 und gehört zum 1. Bezirk des New Yorker Polizeidepartements. Hudson Square konnte sich erst ab den 2000er Jahren durch eine vielfältige Entwicklung als eigenes Viertel profilieren.

## Beschreibung

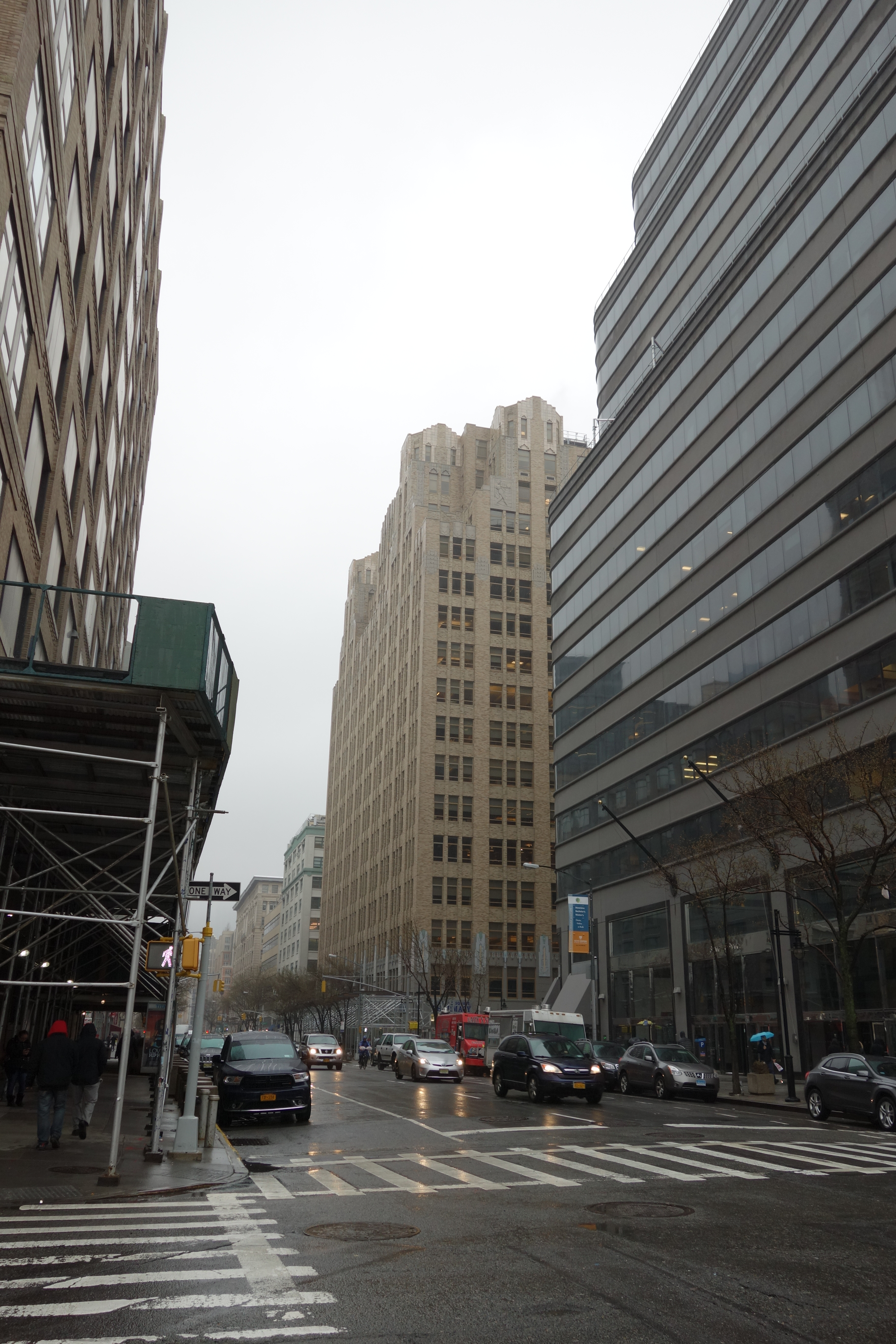
Blick von der West Houston Street in die Hudson Street

Hudson Square liegt im Südwesten von Manhattan am Hudson River, nimmt eine Fläche von 0,37 km² ein und wird von der Clarkson Street im Norden, von der Sixth Avenue im Osten, der Canal Street im Süden und der West Street im Westen begrenzt. Jenseits der West Street befindet sich am Hudson der Hudson River Park mit Pier 40. Benachbarte Viertel sind West Village im Norden, SoHo im Osten und Tribeca im Süden. Das Gebiet war einst Standort des britischen Kolonialbesitzes Richmond Hill und wurde im 20. Jahrhundert als Druckerei-District und später als West SoHo bekannt.
Seit 2009 betreibt das „Hudson Square BID“ (Business Improvement District) die Umwandlung von Manhattans ehemaligem Druckerei-District in ein kreatives Zentrum. Hudson Square hat eine wachsende Wohnbevölkerung, des Weiteren sind 60.000 Beschäftigte in rund 1.000 Unternehmen tätig (Stand 2015). Hier haben sich Medienunternehmen wie ABC Disney, Horizon Media, Warby Parker und Digital Ocean angesiedelt. 2013 änderte man die Flächennutzung des Viertels. Seitdem entstehen neue Wohngebäude durch Neubau oder Umbau von Gewerbebauten, Geschäfte und in der Gastronomie Restaurants, Cafés und Hotels. Die Walt Disney Company verlegt ihren New Yorker Hauptsitz nach Hudson Square, die Eröffnung ist für 2024 geplant. Als Entlastung seines Standorts in Chelsea errichtet Google seit 2020 einen neuen Standort in mehreren Gebäuden in Hudson Square, darunter befindet sich das ehemalige St. John’s Terminal (550 Washington Street).
Im Westen des Viertels liegt zwischen der Sixth Avenue und der Varick Street das denkmalgeschützte „Charlton-King-Vandam Historic District“. Es enthält die größte Konzentration von Reihenhäusern in den Baustilen Federal Style und Greek Revival in New York, die in der ersten Hälfte des 19. Jahrhunderts erbaut wurden.

## Kultur und Wirtschaft
- Das Unternehmen Steinway & Sons wurde 1853 von Heinrich Steinweg mit Sitz in der Varick Street gegründet.
- Harry’s, bekannter Hersteller von Rasier- und Pflegeprodukten.
- New York Public Radio hat Studios und Büros in der 160 Varick Street.
- Die Studios des klassischen Radiosenders WQXR mit dem Konzertsaal „Greene Room“ befinden sich in der 44 Charlton Street.
- In der 278 Spring Street zwischen der Hudson Street und der Varick Street befindet sich das New York City Fire Museum.
- Das „Ear Inn“ im James Brown House ist eine der ältesten Bars und Tavernen in New York City. Sie wurde wahrscheinlich 1817 gegründet und nannte sich „Das Grüne Tor“. 1977 wurde es in Ear Inn umbenannt.
- Das „SoHo Playhouse“ ist ein Off-Broadway Theater in der 15 Vandam Street mit 199 Plätzen. Das Theater wurde 1962 als „Village South Theatre“ eröffnet, 1970 geschlossen und 1994 als SoHo Playhouse wiedereröffnet. Das Theater war von 1970 bis 1974 Sitz der New York Academy of Theatrical Arts.
- „Children’s Museum of the Arts“ (CMA): ein interaktives Kunstmuseum für Kinder in der 103 Charlton Street.

## Galerie

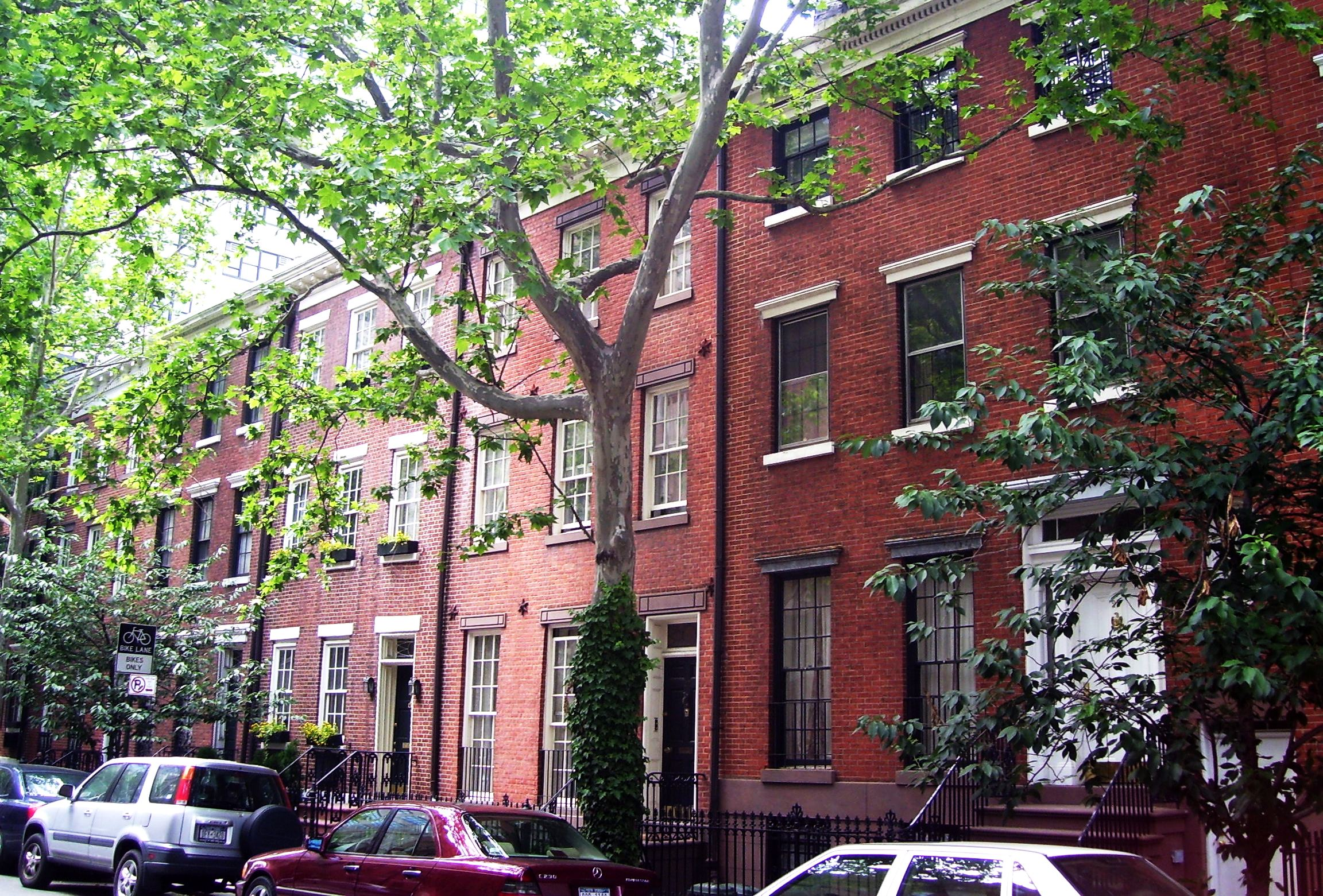
Häuser im Federal Style in der Charlton Street
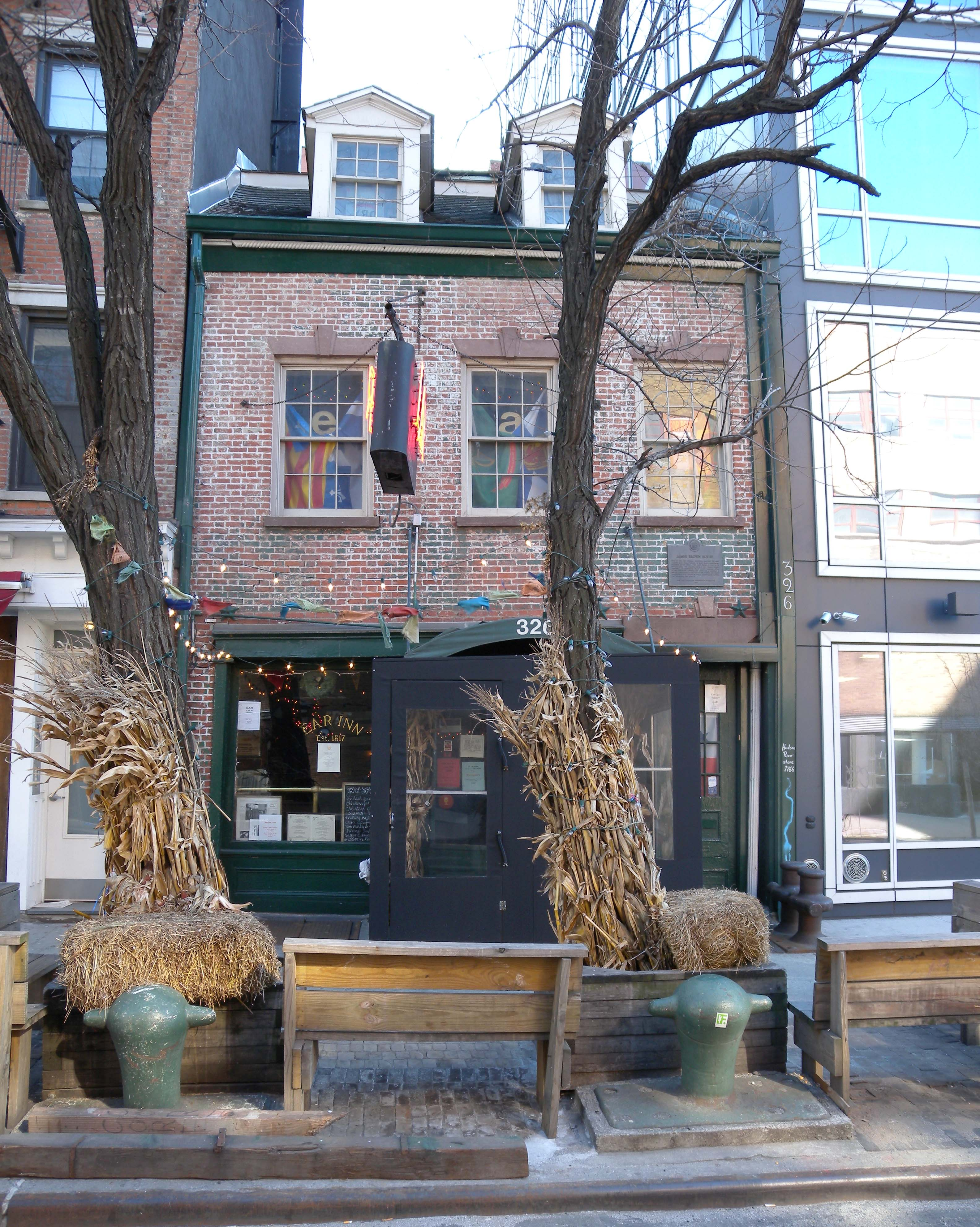
Ear Inn
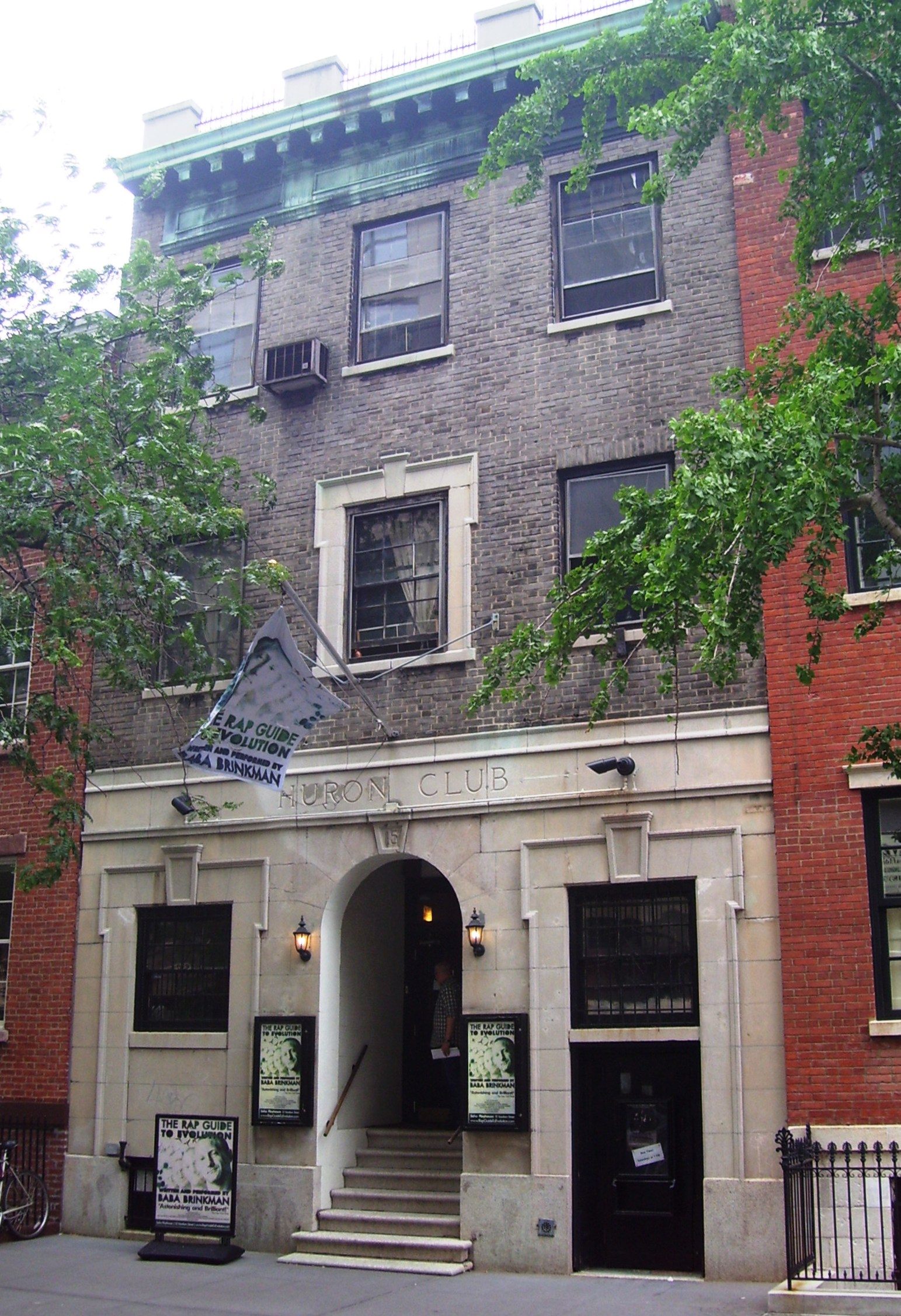
SoHo Playhouse
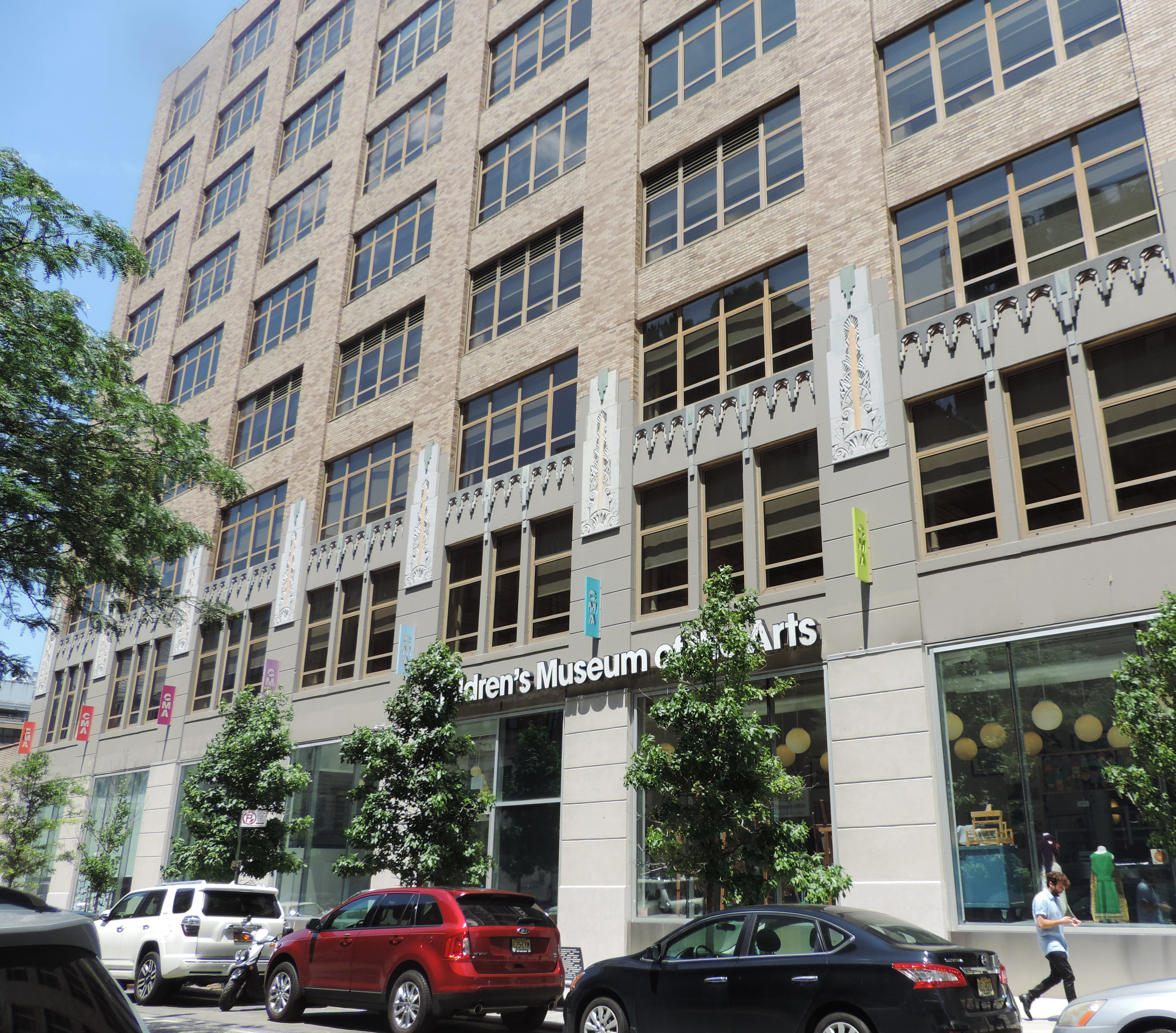
Children’s Museum of the Arts
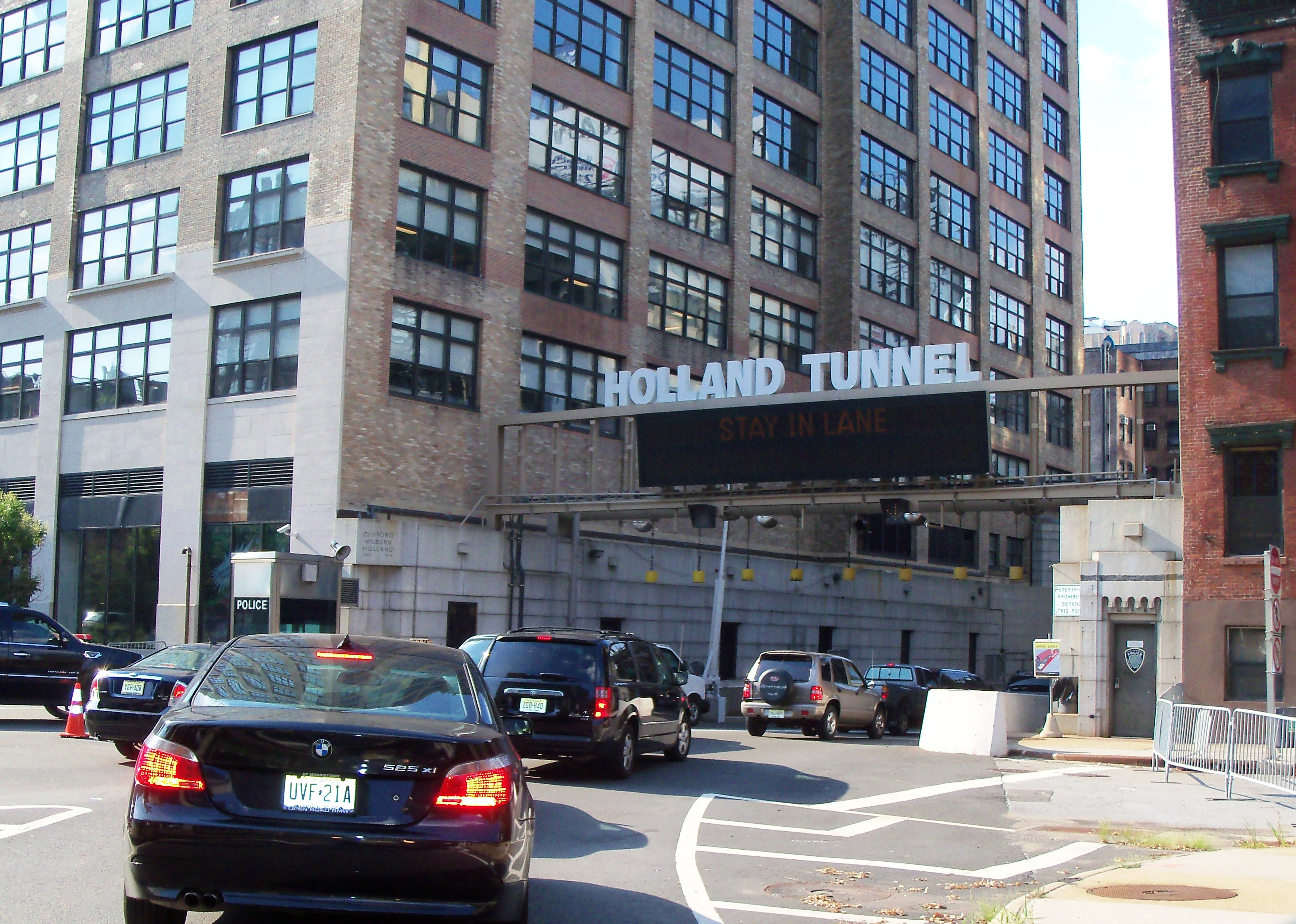
Einfahrt in den Holland Tunnel
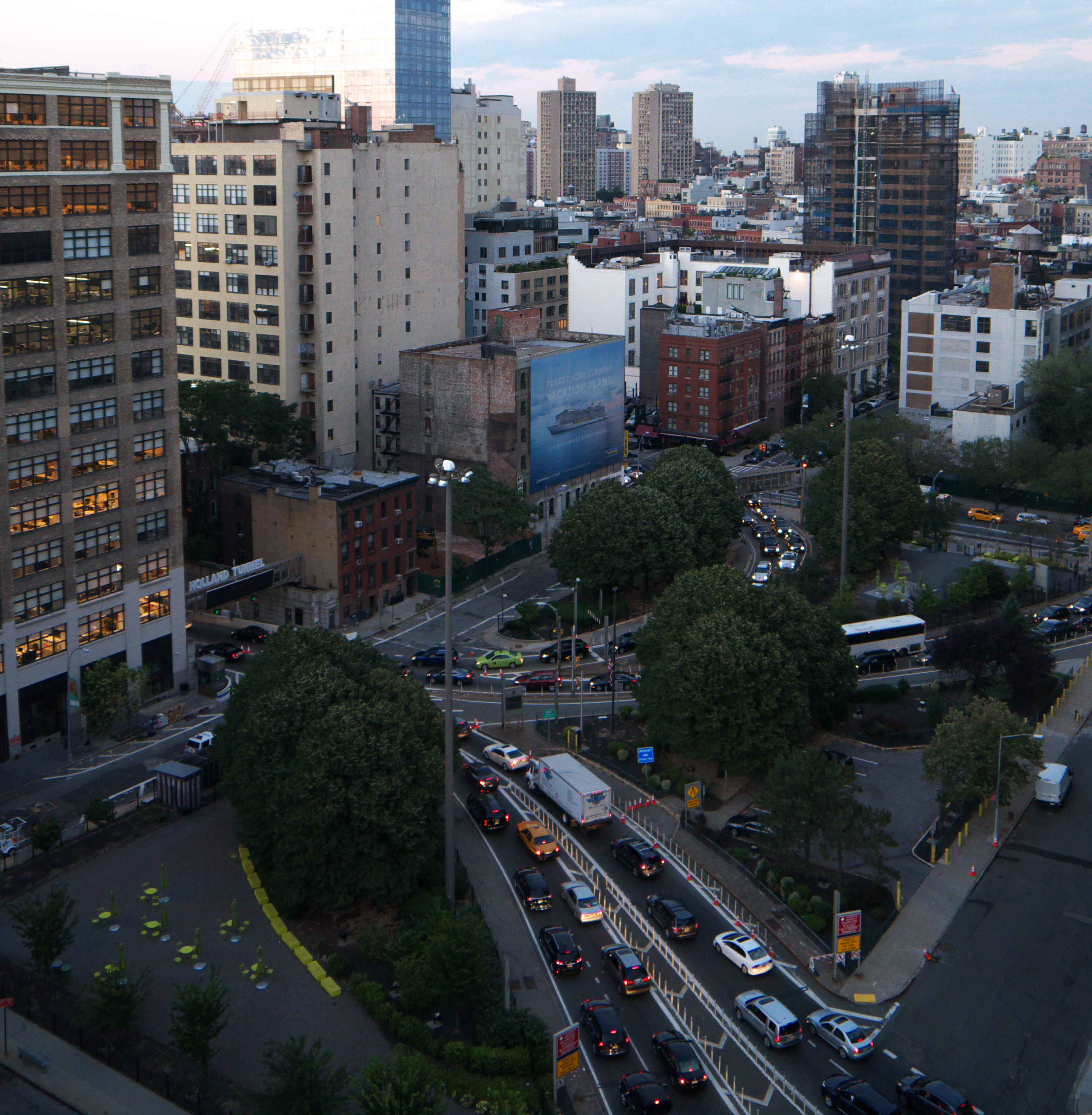
Hudson Square mit Zufahrten zum Holland Tunnel
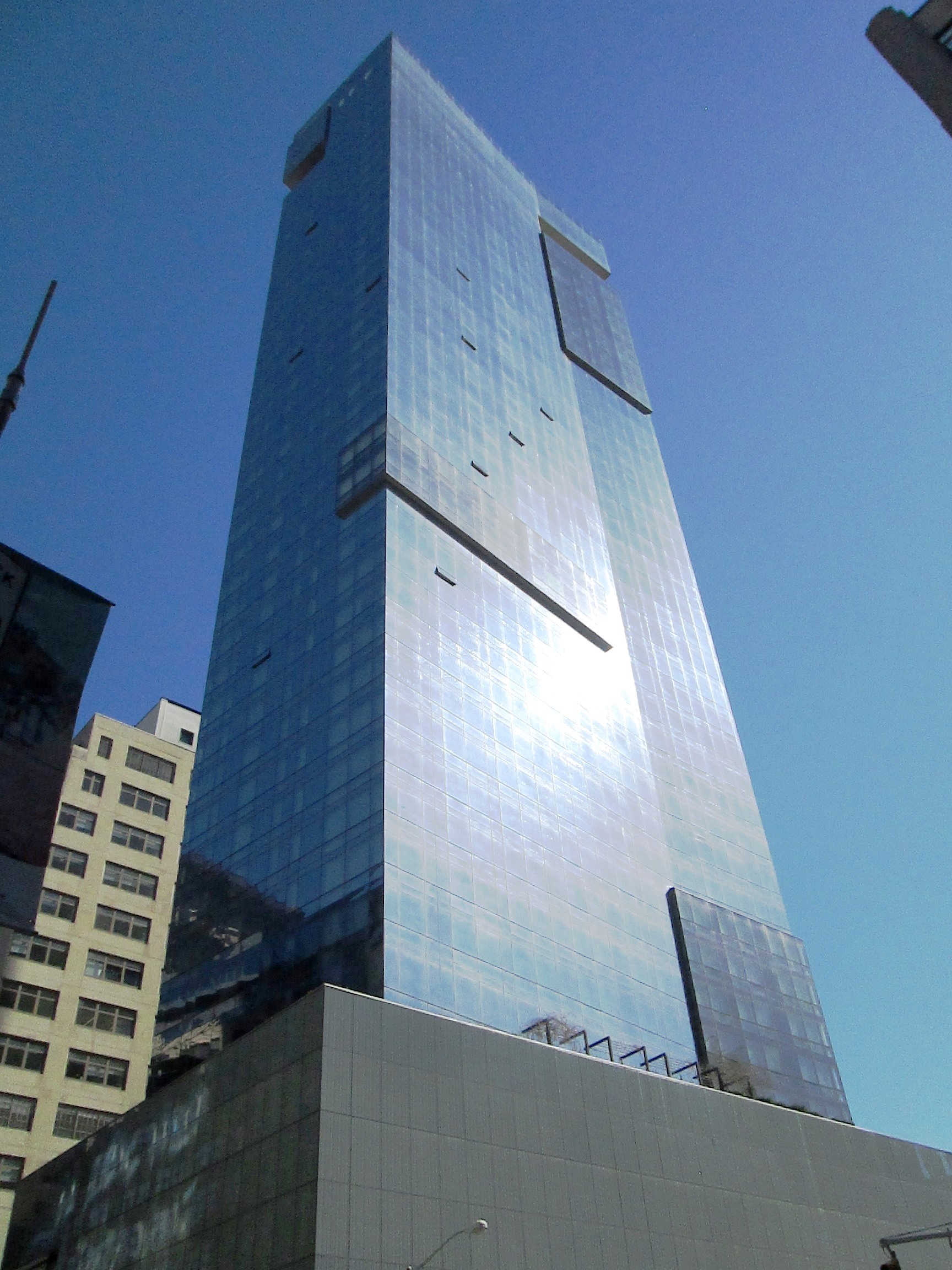
Condo-Hotel „The Dominick“

## Verkehr
Im Süden des Viertels befindet sich die Einfahrt zum Holland Tunnel, der unter dem Hudson River nach Jersey City in New Jersey führt. Hudson Square wird von zwei Strecken der New York Subway durchquert. Unterhalb der Varick Street verläuft die IRT Broadway–Seventh Avenue Line mit der Linie , die die Stationen Houston Street und Canal Street bedient. Entlang der Sixth Avenue verkehrt die IND Eighth Avenue Line mit den Stationen Spring Street und Canal Street, die von den Linien  und  angefahren werden.

## Anmerkung
Im Jahr 2020 hatte das United States Census Bureau die statistischen Zählbezirke (Areas und Tracts) neu konfiguriert. Somit sind die vor 2020 erzielten Daten meist nicht mehr mit den ab 2020 erhobenen Daten vergleichbar, des Weiteren sind die Zählbezirke Neighborhood Tabulations Area (NTA) und Census Tracts meist nicht deckungsgleich mit den genannten Stadtteilgrenzen. Da dies auch bei Hudson Square zutrifft, werden die Census Blocks als kleinste Einheit zur Berechnung verwendet.